# Весенняя улица (Санкт-Петербург)
Весе́нняя улица — улица в Красногвардейском районе Санкт-Петербурга. Проходит от Малоохтинского до Новочеркасского проспекта.

## История
Улица получила название в 1836 году. На картах Петербурга также встречается под названиями Веселая и Весельная. Изначально начиналась от реки Невы. В 1950-е годы этот участок исчез. Участок Весенней продолжался до тогда ещё длинной улицы Помяловского и проходил через нынешний дом по Новочеркасскому проспекту, 12. Сейчас за этим домом сохранён кусочек Весенней улицы в виде аллеи в 100 метров.

## Транспорт
Ближайшая к Весенней улице станция метро — «Новочеркасская».
Можно доехать на троллейбусах № 1, 7 или на трамваях № 10, 23.

## Пересечения
С запада на восток Весеннюю улицу пересекают следующие магистрали:
- Малоохтинский проспект — Весенняя улица примыкает к нему;
- Новочеркасский проспект — Весенняя улица примыкает к нему.